# وزارة الأشغال العامة والإسكان (الأردن)
وزارة الأشغال العامة والإسكان هي الوزارة التي تتولى إنشاء وتعبيد وفتح وصيانة الطرق الخارجية (خارج المدن والبلديات) في المملكة وهي كذلك الجهة المسؤولة عن الأبنية الحكومية، ومن مهام الوزارة كذلك فتح الطرق المغلقة بسبب الثلوج عند تعرض المملكة للعواصف الثلجية، تأسست وزارة الأشغال العامة قُبيل عام 1923 وكانت تسمى (دائرة النافعة) ثم أُلحقت سنة 1939 بوزارة المواصلات حتى عام 1954 حيث أصبح لها اسم وكيان مستقل وسُميت بوزارة الأشغال العامة وفي عام 1988 زادت مهام الوزارة وتغير اسمها لتصبح وزارة الأشغال العامة والأسكان، تتبع الوزارة دائرة العطاءات الحكومية ومؤسسة الإسكان والتطوير الحضري، أول وزير للأشغال هو عبد الرحمن غريب وكان مديراً (لدائرة النافعة) برتبة وزير خلال الفترة الممتدة بين عامي 1926- 1939.

## الوزراء
- عبد الله صلاح
- عبد الرؤوف الروابدة
- محمد فرحان عبيدات
- هاشم الجيوسي
- رائف نجم

| الصورة                       | الاسم (مواليد–وفاة)          | فترة شغل المنصب              | فترة شغل المنصب              | فترة شغل المنصب              | الحكومة                                                                                                | ملاحظات                      |
| الصورة                       | الاسم (مواليد–وفاة)          | تولى المنصب                  | غادر المنصب                  | المدة                        | الحكومة                                                                                                | ملاحظات                      |
| وزير الأشغال العامة والإسكان | وزير الأشغال العامة والإسكان | وزير الأشغال العامة والإسكان | وزير الأشغال العامة والإسكان | وزير الأشغال العامة والإسكان | وزير الأشغال العامة والإسكان                                                                           | وزير الأشغال العامة والإسكان |
| ---------------------------- | ---------------------------- | ---------------------------- | ---------------------------- | ---------------------------- | --- | ---------------------------- |
|                              | الاسم (0000–0000)            | 01 شهر 0000                  | 01 شهر 0000                  | 1 سنة و31 أيام               | الحكومة                                                                                                |                              |
|                              | الاسم (0000–0000)            | 01 شهر 0000                  | 01 شهر 0000                  | 1 سنة و31 أيام               | الحكومة                                                                                                |                              |
|                              | الاسم (0000–0000)            | 01 شهر 0000                  | 01 شهر 0000                  | 1 سنة و31 أيام               | الحكومة                                                                                                |                              |
|                              | الاسم (0000–0000)            | 01 شهر 0000                  | 01 شهر 0000                  | 1 سنة و31 أيام               | الحكومة                                                                                                |                              |
|                              | الاسم (0000–0000)            | 01 شهر 0000                  | 01 شهر 0000                  | 1 سنة و31 أيام               | الحكومة                                                                                                |                              |
|                              | الاسم (0000–0000)            | 01 شهر 0000                  | 01 شهر 0000                  | 1 سنة و31 أيام               | الحكومة                                                                                                |                              |
|                              | الاسم (0000–0000)            | 01 شهر 0000                  | 01 شهر 0000                  | 1 سنة و31 أيام               | الحكومة                                                                                                |                              |
|                              | الاسم (0000–0000)            | 01 شهر 0000                  | 01 شهر 0000                  | 1 سنة و31 أيام               | الحكومة                                                                                                |                              |
|                              | الاسم (0000–0000)            | 01 شهر 0000                  | 01 شهر 0000                  | 1 سنة و31 أيام               | الحكومة                                                                                                |                              |
|                              | يحيى كسبي (1949–)            | 9 شباط 2011                  | 30 آذار 2013                 | 2 سنوات و49 أيام             | حكومة معروف البخيت الثانية حكومة عون الخصاونة حكومة فايز الطراونة الثانية حكومة عبد الله النسور الأولى |                              |
|                              | الاسم (0000–0000)            | 01 شهر 0000                  | 01 شهر 0000                  | 1 سنة و31 أيام               | الحكومة                                                                                                |                              |
|                              | الاسم (0000–0000)            | 01 شهر 0000                  | 01 شهر 0000                  | 1 سنة و31 أيام               | الحكومة                                                                                                |                              |
|                              | يحيى كسبي (1949–)            | 14 حزيران 2018               | 11 تشرين الأول 2018          | 119 أيام                     | حكومة عمر الرزاز                                                                                       |                              |
|                              | الاسم (0000–0000)            | 01 شهر 0000                  | 01 شهر 0000                  | 1 سنة و31 أيام               | الحكومة                                                                                                |                              |
|                              | يحيى كسبي (1949–)            | 12 تشرين الأول 2020          | 27 تشرين الاول 2022          | 2 سنوات و15 أيام             | حكومة بشر الخصاونة                                                                                     |                              |
|                              | أحمد ماهر أبو السمن (1957–)  | 27 تشرين الاول 2022          | في المنصب                    | 2 سنوات و145 أيام            | حكومة بشر الخصاونة                                                                                     |                              |

## مواضيع ذات صلة
- النقل في الأردن